# Szélescsőrű császárlégykapó
A szélescsőrű császárlégykapó (Myiagra ruficollis) a madarak osztályának verébalakúak (Passeriformes) rendjébe és a császárlégykapó-félék (Monarchidae) családjába  tartozó faj.

## Rendszerezése
A fajt Louis Pierre Vieillot francia ornitológus írta le 1818-ban, a Platyrhynchos nembe Platyrhynchos ruficollis néven.

## Alfajai
- Myiagra ruficollis ruficollis (Vieillot, 1818) - a Kis-Szunda-szigetek déli és keleti szigetei
- Myiagra ruficollis fulviventris (P. L. Sclater, 1883) - Tanimbar-szigetek, 2008-ig különálló fajnak tartották.
- Myiagra ruficollis mimikae (Ogilvie-Grant, 1911) - Új-Guinea déli része, Aru-szigetek, a Torres-szoros szigetei és Ausztrália északi és északkeleti része, eredetileg különálló fajként írták le.[2]

## Előfordulása
Ausztrália, Indonézia, Kelet-Timor és Pápua Új-Guinea területén honos. Természetes élőhelyei szubtrópusi és trópusi síkvidéki és hegyi esőerdők, mocsári erdők, mangroveerdők, lombhullató erdők és cserjések, folyók és patakok környékén. Állandó, nem vonuló faj.

## Megjelenése
Testhossza 15–15,5 centiméter, testtömege 12 gramm.
|  |

## Életmódja
Főleg ízeltlábúakkal, különösen rovarokkal és pókokkal táplálkozik, és néha puhatestűeket is fogyaszt.

## Természetvédelmi helyzete
Az elterjedési területe rendkívül nagy, egyedszáma viszont csökken, de még nem éri el a kritikus szintet. A Természetvédelmi Világszövetség Vörös listáján nem fenyegetett fajként szerepel.